# اهلی کردن

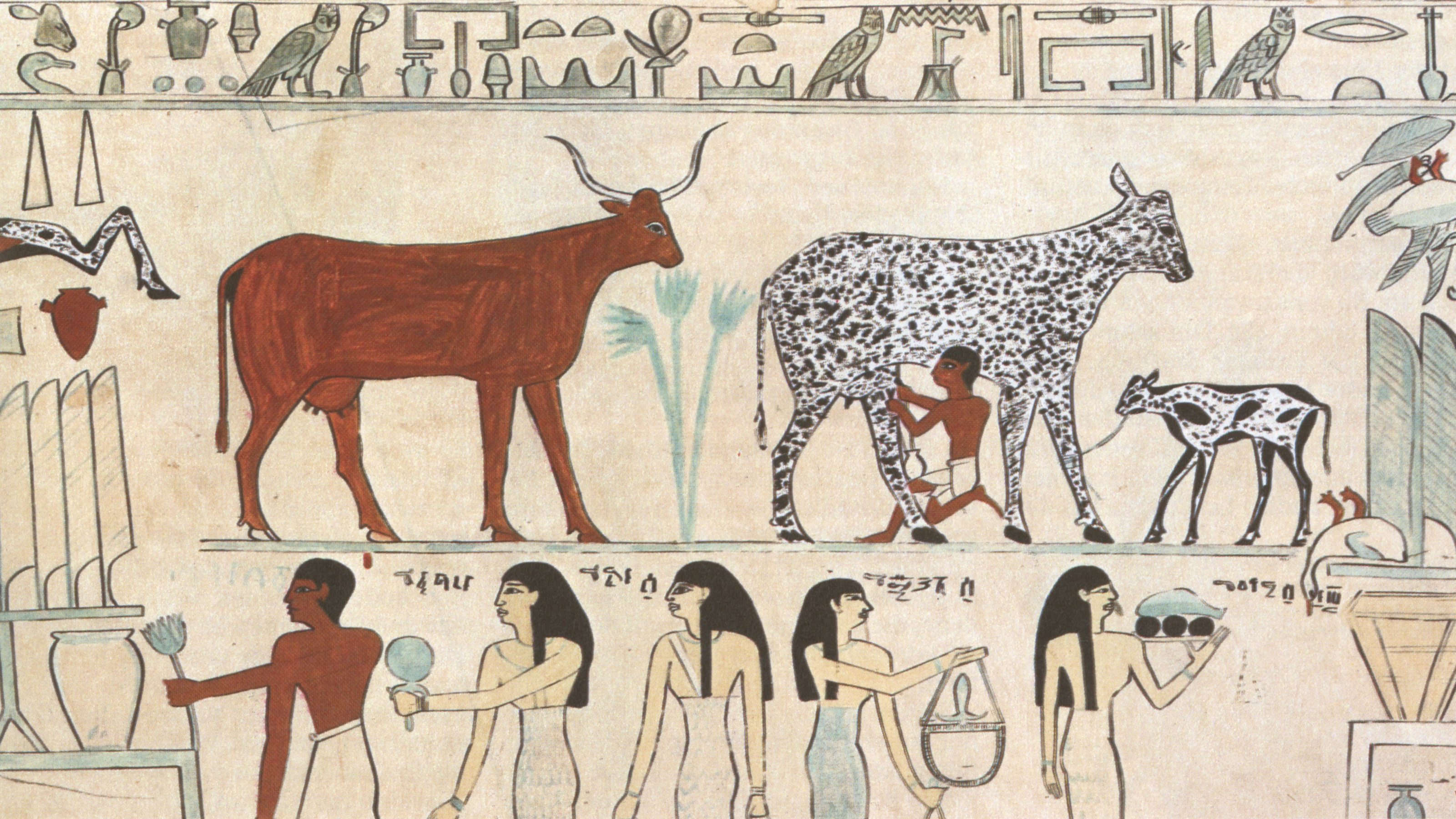
یک نقاشی قدیمی مصری از نخستین مراحل اهلی‌کردن گاو

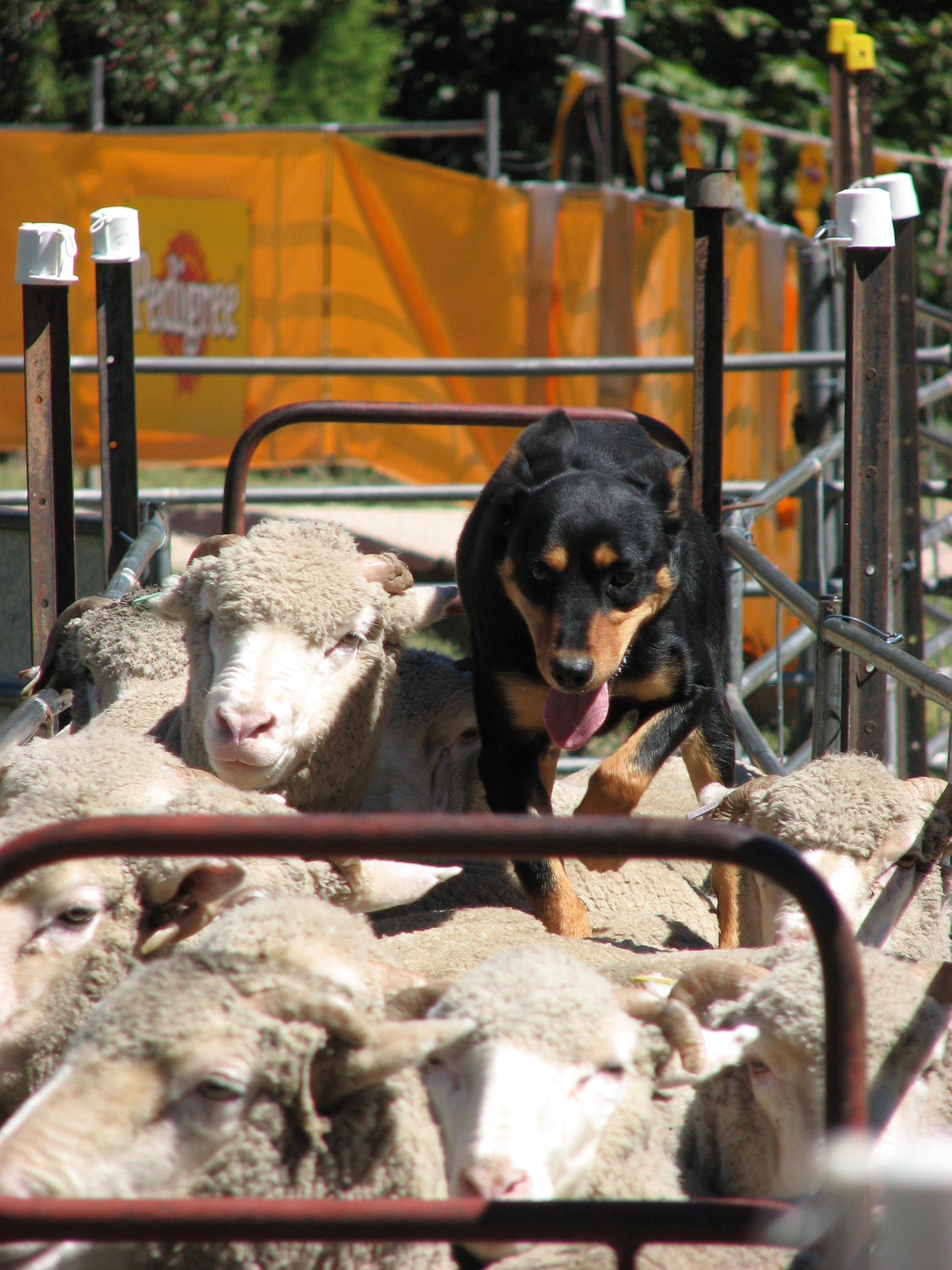
سگ و گوسفند از نخستین جانوران اهلی‌شده

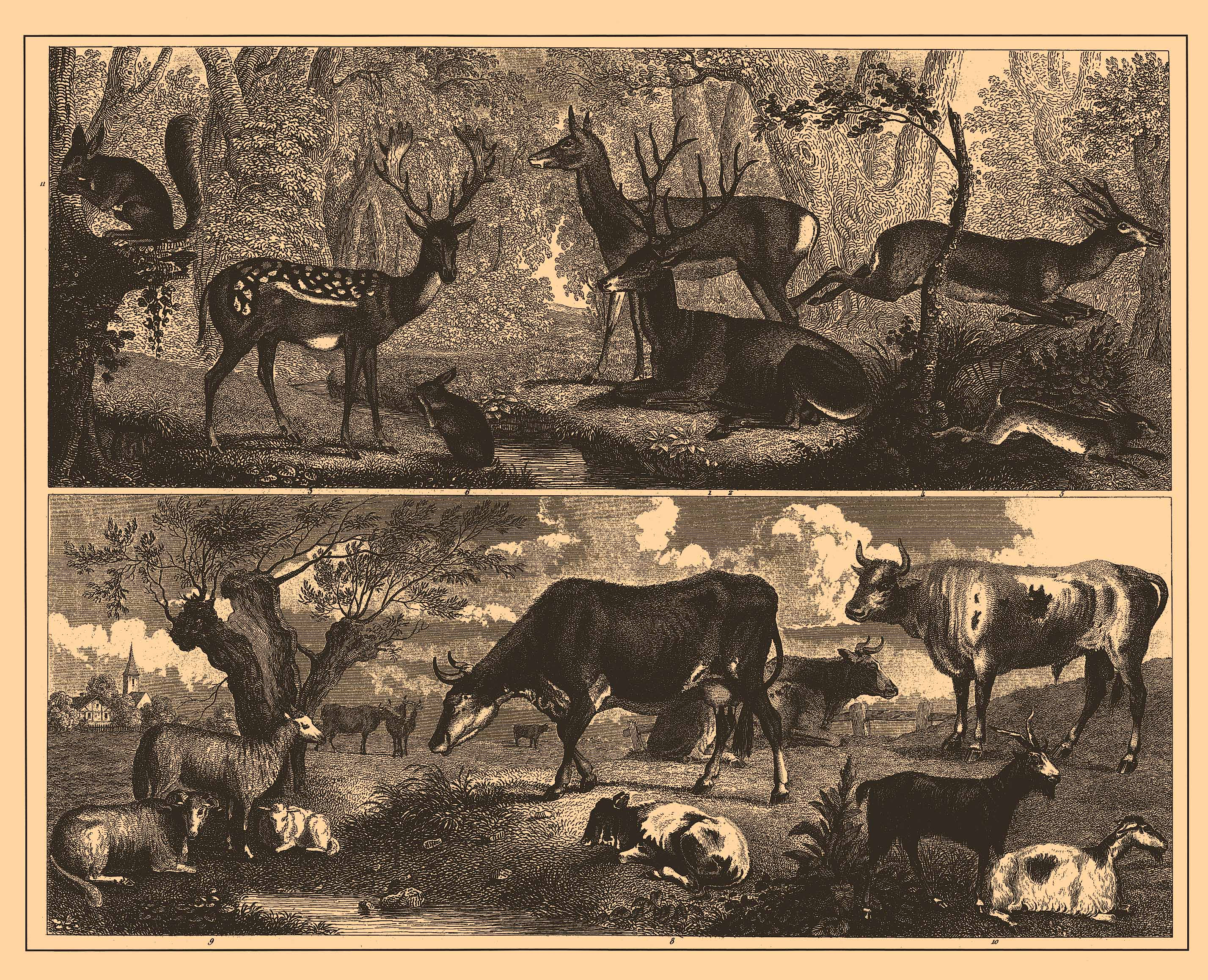
نقاشی از جانوران وحشی (بالا) و اهلی (پایین)

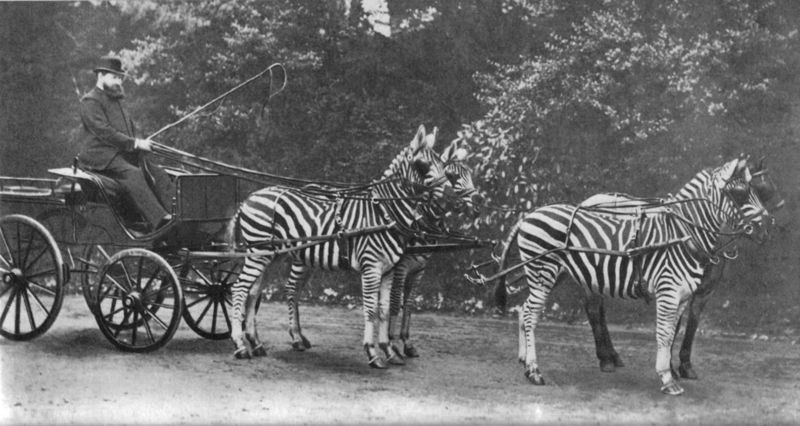
والتر روتشیلد برای نشان‌دادن شخصیت اهلی گورخرها به عموم مردم، با ۴ گورخر دَشتی معروف خود، کالسکه‌اش را تا کاخ باکینگهام راند.

اهلی کردن فرایندی است که در آن گروهی از جانوران یا گیاهان به زندگی زیر نظر و تحت حمایت انسانها خو می‌گیرند. انسان‌ها به دلایل مختلف بسیاری از جانوران را در طول تاریخ اهلی کرده‌اند. مهم‌ترین این دلایل شامل؛ تهیهٔ مواد غذایی و کالاهای ارزشمند دیگر (مانند پشم، پنبه و ابریشم)، کمک در انجام برخی فعالیت‌ها (مانند حمل و نقل، شخم زدن زمین و شکار)، محافظت از خود و دام، لذت و تفریح به عنوان جانور مونس یا گیاه تزئینی و برای تحقیقات علمی مانند یافتن درمان بیماری‌ها می‌شوند.

## فهرست جانوران اهلی
نوشتار اصلی: فهرست جانوران اهلی
در این فهرست زمان تقریبی و محل اولین اهلی‌سازی برای جانوران واقعاً اهلی‌شده ذکر شده‌است.
| گونه (نام علمی)                      | زمان                | محل                                |
| ------------------------------------ | ------------------- | ---------------------------------- |
| سگ (Canis lupus familiaris)          | ۱۵۰۰۰ پیش از میلاد  | شرق آسیا و آفریقا                  |
| گوسفند (Ovis orientalis aries)       | بین ۹ تا ۱۱۰۰۰ پ. م | جنوب غربی آسیا                     |
| بز (Capra aegagrus hircus)           | ۱۰۰۰۰ پ. م          | ایران                              |
| خوک (Sus scrofa domestica)           | ۹۰۰۰ پ. م           | خاورمیانه، چین                     |
| گاو (Bos primigenius taurus)         | ۸۰۰۰ پ. م           | هند، خاورمیانه و آفریقای جنوب صحرا |
| گربه (Felis catus)                   | ۷۵۰۰ پ. م           | قبرس و خاورمیانه                   |
| مرغ (Gallus gallus domesticus)       | ۶۰۰۰ پ. م           | هند و جنوب شرقی آسیا               |
| خوکچه هندی (Cavia porcellus)         | ۵۰۰۰ پ. م           | پرو                                |
| خر (Equus africanus asinus)          | ۵۰۰۰ پ. م           | مصر                                |
| اردک (Anas platyrhynchos domesticus) | ۴۰۰۰ پ. م           | چین                                |
| گاومیش (Bubalus bubalis)             | ۴۰۰۰ پ. م           | هند، چین                           |
| اسب (Equus ferus caballus)           | ۴۰۰۰ پ. م           | دشت‌های اورآسیا                     |
| شتر (Camelus dromedarius)            | ۴۰۰۰ پ. م           | عربستان                            |
| لاما (Lama glama)                    | ۳۵۰۰ پ. م           | پرو                                |
| کرم ابریشم (Bombyx mori)             | ۳۰۰۰ پ. م           | چین                                |
| گوزن شمالی (Rangifer tarandus)       | ۳۰۰۰ پ. م           | روسیه                              |
| کبوتر چاهی (Columba livia)           | ۳۰۰۰ پ. م           | سواحل مدیترانه                     |
| غاز (Anser anser domesticus)         | ۳۰۰۰ پ. م           | مصر                                |
| شتر دوکوهانه (Camelus bactrianus)    | ۲۵۰۰ پ. م           | آسیای میانه                        |
| غژگاو (Bos grunniens)                | ۲۵۰۰ پ. م           | تبت                                |
| بنتنگ (Bos javanicus)                | نامعلوم             | جنوب شرق آسیا، جزیره جاوه          |
| گااور (Bos gaurus frontalis)         | نامعلوم             | جنوب شرق آسیا                      |
| الپاکا (Vicugna pacos)               | ۱۵۰۰ پ. م           | پرو                                |
| راسو (Mustela putorius furo)         | ۱۵۰۰ پ. م           | اروپا                              |
| اردک موسکووی (Cairina momelanotus)   | نامعلوم             | آمریکای جنوبی                      |
| مرغ شاخدار                           | نامعلوم             | آفریقا                             |
| کپور                                 | نامعلوم             | شرق آسیا                           |
| بوقلمون                              | ۵۰۰ پ. م            | مکزیک                              |
| ماهی قرمز                            | نامعلوم             | چین                                |
| خرگوش اروپایی                        | ۱۶۰۰ پ. م           | اروپا                              |